# Lijst van voetbalinterlands Puerto Rico - Saint Kitts en Nevis
Deze lijst van voetbalinterlands is een overzicht van alle officiële voetbalwedstrijden tussen de nationale teams van Puerto Rico en Saint Kitts en Nevis. De landen speelden tot op heden acht keer tegen elkaar. De eerste ontmoeting, een groepswedstrijd tijdens de Caribbean Cup 1993, werd gespeeld in Kingston (Jamaica) op 25 mei 1993. Het laatste duel, een kwalificatiewedstrijd voor het Wereldkampioenschap voetbal 2022, vond plaats op 24 maart 2021 in San Cristóbal (Dominicaanse Republiek).

## Wedstrijden
| № | Plaats         | Datum            | Competitie                                   | Wedstrijd                    | Uitslag |
| - | -------------- | ---------------- | -------------------------------------------- | ---------------------------- | ------- |
| 1 | Kingston       | 25 mei 1993      | Caribbean Cup 1993                           | St. Kitts-Nev. − Puerto Rico | 1 − 0   |
| 2 | Basseterre     | 5 mei 2001       | Vriendschappelijk                            | St. Kitts-Nev. − Puerto Rico | 2 − 0   |
| 3 | Basseterre     | 6 mei 2001       | Vriendschappelijk                            | St. Kitts-Nev. − Puerto Rico | 4 − 1   |
| 4 | Saint George's | 26 oktober 2010  | Caribbean Cup 2010 kwalificatie              | Puerto Rico − St. Kitts-Nev. | 0 − 1   |
| 5 | Basseterre     | 3 september 2011 | WK 2014 kwalificatie                         | St. Kitts-Nev. − Puerto Rico | 0 − 0   |
| 6 | Bayamón        | 8 oktober 2011   | WK 2014 kwalificatie                         | Puerto Rico − St. Kitts-Nev. | 1 − 1   |
| 7 | Basseterre     | 9 september 2018 | CONCACAF Nations League 2019-20 kwalificatie | St. Kitts-Nev. − Puerto Rico | 1 − 0   |
| 8 | San Cristóbal  | 24 maart 2021    | WK 2022 kwalificatie                         | St. Kitts-Nev. − Puerto Rico | 1 − 0   |

## Samenvatting
| Competitie                           | Totaal gespeeld | Winst Puerto Rico | Gelijk | Winst St. Kitts-Nev. | Doelsaldo Puerto Rico – St. Kitts-Nev. |
| ------------------------------------ | --------------- | ----------------- | ------ | -------------------- | -------------------------------------- |
| WK-kwalificatie                      | 3               | 0                 | 2      | 1                    | 1 − 2                                  |
| CONCACAF Nations League-kwalificatie | 1               | 0                 | 0      | 1                    | 0 − 1                                  |
| Caribbean Cup                        | 1               | 0                 | 0      | 1                    | 0 − 1                                  |
| Caribbean Cup-kwalificatie           | 1               | 0                 | 0      | 1                    | 0 − 1                                  |
| Vriendschappelijk                    | 2               | 0                 | 0      | 2                    | 1 − 6                                  |
| Totaal                               | 8               | 0                 | 2      | 6                    | 2 − 11                                 |

FPF · 
A-internationals · 
Puerto Ricaans vrouwenelftal
1940 · 
1941 · 
1942 · 
1943–1945 · 
1946 · 
1947 · 
1948 · 
1949 · 
1950–1958 · 
1959 · 
1960–1961 · 
1962 · 
1963 · 
1964 · 
1965 · 
1966 · 
1967 · 
1968 · 
1969 · 
1970 · 
1971 · 
1972 · 
1973 · 
1974 · 
1975 · 
1976 · 
1977 · 
1978 · 
1979 · 
1980 · 
1981 · 
1982 · 
1983 · 
1984 · 
1985 · 
1986 · 
1987 · 
1988 · 
1989–1990 · 
1991 · 
1992 · 
1993 · 
1994 · 
1995 · 
1996 · 
1997 · 
1998 · 
1999 · 
2000 · 
2001 · 
2002 · 
2003 · 
2004 · 
2005 · 
2006–2007 · 
2008 · 
2009 · 
2010 · 
2011 · 
2012 · 
2013 · 
2014 · 
2015 · 
2016 ·
2017 ·
2018 ·
2019 ·
2020 ·
Anguilla ·
Antigua en Barbuda ·
Aruba ·
Bahama's ·
Barbados ·
Belize ·
Bermuda ·
Britse Maagdeneilanden ·
Canada ·
Colombia ·
Costa Rica ·
Cuba ·
Curaçao ·
Dominicaanse Republiek ·
El Salvador ·
Grenada ·
Guatemala ·
Guyana ·
Haïti ·
Honduras ·
India ·
Indonesië ·
Jamaica ·
Kaaimaneilanden ·
Nederlandse Antillen ·
Nicaragua ·
Panama ·
Saint Kitts en Nevis ·
Saint Lucia ·
Saint Vincent en de Grenadines ·
Spanje ·
Suriname ·
Trinidad en Tobago ·
Venezuela ·
Verenigde Staten
SKNFA · A-internationals · Vrouwenelftal van Saint Kitts en Nevis
1979 – 1989 · 
1990 – 1999 · 
2000 – 2009 · 
2010 – 2019 ·
2020 − 2029
Amerikaanse Maagdeneilanden ·
Andorra ·
Anguilla ·
Antigua en Barbuda ·
Armenië ·
Aruba ·
Bahama's ·
Barbados ·
Belize ·
Bermuda ·
Britse Maagdeneilanden ·
Canada ·
Costa Rica ·
Cuba ·
Curaçao ·
Dominica ·
Dominicaanse Republiek ·
El Salvador ·
Estland ·
Georgië ·
Grenada ·
Guyana ·
Haïti ·
India ·
Jamaica ·
Kaaimaneilanden ·
Mauritius ·
Mexico ·
Montserrat ·
Nicaragua ·
Noord-Ierland ·
Puerto Rico ·
Saint Lucia ·
Saint Vincent en de Grenadines ·
San Marino ·
Suriname ·
Taiwan ·
Trinidad en Tobago ·
Turks- en Caicoseilanden ·
Verenigde Staten